# 10290 Kettering
10290 Kettering eller 1985 SR är en asteroid i huvudbältet som upptäcktes den 17 september 1985 av Oak Ridge-observatoriet. Den är uppkallad efter Kettering Group, grundad av Geoffrey E. Perry.
Asteroiden har en diameter på ungefär 4 kilometer och den tillhör asteroidgruppen Nysa.